# Вознесенская, Альвина Геннадьевна
Альвина Геннадьевна Вознесенская (17 июня 1988, Ленинград, СССР) — российская мандолинистка, домристка.

## Биография
Альвина Вознесенская родилась 17 июня 1988 года в городе Ленинграде. С 5 лет она начала заниматься музыкой. В 2005 году она поступила в Санкт-Петербургскую Консерваторию им. Римского-Корсакова (мандолина — класс профессора, заслуженного артиста России Александра Макарова). После окончания Консерватории в 2010 году Альвина поступает в аспирантуру Академии музыки им. Гнесиных (домра — класс заслуженного артиста России, профессора, композитора Александра Цыганкова).

## Основные награды
- Победитель, Премия Правительства Санкт-Петербурга Молодые таланты, Россия, 2004 (домра)
- Победитель, Международный конкурс Прикамье-2008, Россия, 2008 (домра)
- Победитель, Международный конкурс-фестиваль Пражская звезда, Чехия, 2009 (домра, ансамбль)
- Финалист, Международный конкурс исполнителей на мандолине г. Осака, Япония, 2009 (мандолина)
- Победитель, TIM — Международный музыкальный турнир, Италия, 2010 (мандолина)
- Победитель, Международный конкурс Прикамье-2012, Россия, 2012 (домра)
- Победитель, Международный конкурс Рафаэля Калаче, Италия, 2012 (мандолина)

## Дискография
- «Mandolin Solo»
- «Duo Mandolin»